# 폴 해기스
폴 에드워드 해기스(영어: Paul Edward Haggis, 1953년 3월 10일 ~ )는 캐나다의 영화 감독, 각본가이자 제작자이다. 그는 젊은 시절에 미국과 캐나다의 TV 시리즈를 기획하며 그의 감독으로의 능력을 다져 왔다.

## 생애
폴 해기스는 아버지 에드워드 H. 해기스와 어머니 마리 이본 사이의 아들로 온타리오 런던에서 태어났다. 그의 부모는 한때 갤러리 영화관을 소유했었는데 이는 해기스가 영화 제작, 감독, 각본에 관심을 갖게 된 계기가 된다. 해기스는 그의 꿈을 위해 로스앤젤레스로 떠나기 전에 성 토마스 모어 초등학교, 성 조지 공립학교, H.B. 빌 고등학교, 팬쇼 전문대학을 재학했다. 그의 아버지 테드(별명)는 해기스가 첫 번째 영화 각본을 파는데 정확히 '3년 2개월하고도 10일'이 걸렸다고 한다.
그는 현재 캘리포니아 산타 모니카에서 4명의 자식들과 두 번째 아내인 데보라 레너드와 함께 살고 있다.

## 연출작
- 2004년 《크래쉬》
- 2007년 《엘라의 계곡》
- 2010년 《쓰리 데이즈》

## 같이 보기
- 영화 감독 목록